# Valentin i Valentina
Valentin i Valentina (Валентин и Валентина) è un film del 1985 diretto da Georgij Grigor'evič Natanson.

## Trama
Il film racconta di un ragazzo e una ragazza di diciotto anni che capiscono che l'amore non è solo un sentimento luminoso e romantico, ma anche molto lavoro spirituale.